# West Brookfield (condado de Worcester, Massachusetts)
West Brookfield é um lugar designado pelo censo localizado no condado de Worcester no estado estadounidense de Massachusetts. No Censo de 2010 tinha uma população de 1.413 habitantes e uma densidade populacional de 308,05 pessoas por km².

## Geografia
West Brookfield encontra-se localizado nas coordenadas 42° 14′ 31″ N, 72° 08′ 49″ O. Segundo a Departamento do Censo dos Estados Unidos, West Brookfield tem uma superfície total de 4.59 km², da qual 3.27 km² correspondem a terra firme e (28.63%) 1.31 km² é água.

## Demografia
Segundo o censo de 2010, tinha 1.413 pessoas residindo em West Brookfield. A densidade populacional era de 308,05 hab./km². Dos 1.413 habitantes, West Brookfield estava composto pelo 96.53% brancos, o 1.13% eram afroamericanos, o 0.21% eram amerindios, o 0.42% eram asiáticos, o 0% eram insulares do Pacífico, o 0.42% eram de outras raças e o 1.27% pertenciam a duas ou mais raças. Do total da população o 1.91% eram hispanos ou latinos de qualquer raça.